# Габріель Гевара
Габріель Гевара Мурро (Gabriel Guevara Mourreau; Мадрид, 6 лютого 2001) — іспано-французький актор, найбільш відомий своєю періодичною роллю Крістіана «Кріса» Міраллеса Аро в Skam España, іспанській адаптації Skam, та Ніка Лейстера в оригіналі Prime Video. Зіграв головну роль у фільмі «Моя вина» за мотивами бестселера Wattpad від Мерседес Рон.

## Раннє життя
Габріель Гевара Мурро народився 2001 року та виріс у Мадриді (Іспанія). Його мати, Марлен Мурро, французька ведетта, модель, актриса та телеведуча, а батько Мішель Гевара — танцюрист. Володіє добре трьома мовами: іспанською, французькою та англійською. Ще з раннього дитинства знімався у рекламних кампаніях та грав невеликі акторські ролі статиста, а також проходив навчання танцям.
Він закінчив Інститут Лопе де Вега, здобувши освітній ступінь бакалавра за спеціальністю виконавські мистецтва у 2018 році.

## Кар'єра

### Кіно і телебачення (2018—теперішній час)
Наприкінці 2018 року Габріель дебютував на телебаченні в ролі Крістіана Міраллеса Аро в першому сезоні Skam España, іспанської адаптації Skam, норвезького підліткового драматичного серіалу, який розповідає про повсякденне життя підлітків та їх проблеми. Він знімався в дванадцяти епізодах серіалу наприкінці першого та на початку другого сезону.
Габріель Гевара знявся у фільмі Аманди Кернелл « Хартія» 2018 року в ролі Мануеля та Крістофера у фільмі «Señoras del (h)AMPA» 2020 року, а також зіграв Саму в телесеріалі «Вершники» того ж року. Пізніше Хартію було представлено від Швеції як найкращий міжнародний повнометражний фільм на 93-тю церемонію вручення премії «Оскар». Але фільм не потрапив до короткого списку.
Того ж року Габріель зіграв велику роль у серіалі TVE ХІТ, шкільній драмі про вчителя який вирішує проблеми закладу освіти. Габріель тут грав роль головного героя Даріо протягом двох сезонів.
У 2022 році Гевара зіграв роль хореографа Начо Дуато в оригінальному серіалі Paramount+, Bosé, а також з'явився у фільмі Prime Video, «Завтра це сьогодні», як молодий Чарлі. Він також зіграв роль Френа цього ж року в серіалі HBO Max «Як відправити все до біса».
Габріель Гевара зіграв Ніка Лейстера у романтичному фільмі Prime Video 2023 року «Моя вина». Фільм заснований на популярному циклі романів, опублікованих на Wattpad, під назвою Culpables, авторства Мерседес Рон . За даними Amazon Prime Video, після релізу в червні 2023 року «Моя вина» досягла найвищої кількості глядачів за перші три дні серед будь-яких неанглійських місцевих оригінальних фільмів за всю історію сервісу.
Крім того, Габріель має роль в майбутньому іспанському телесеріалі «Червоні прапори» та міні-серіалі Netflix «Ni una más», як Альберто. Він також зіграє роль Ніка у двох продовженнях «Моєї вини» під назвою "Твоя вина " та «Наша провина» для Amazon Prime Video, які засновані на двох останніх книгах трилогії Мерседес Рон «Винні».

### Театр (2010—теперішній час)
Окрім телевізійної та кінокар'єри, Гевара брав активну участь в оперних та театральних постановках, вперше з'явившись у Тосці, оперній постановці Королівського театру, у 2010 році. Потім він з'явився в театральній постановці «Робін Гуд» у 2012 році у Франції та в опері «Крол Роджер» у 2018 році. Габріель також працював зі своїм батьком в Італії над оперою «L'Elixir d'amore» у 2017 році.

## Фільмографія

### Телебачення
| рік            | Назва                     | характер                     | Примітки                              |
| -------------- | ------------------------- | ---------------------------- | ------------------------------------- |
| 2018–2019 роки | Skam España               | Крістіан «Кріс» Міраллес Аро | Повторний гіпс; 12 серій              |
| 2020 рік       | Señoras del (h)AMPA       | Кристофер                    | Гостьовий акторський склад; 2 епізоди |
| 2020 рік       | Вершники                  | Саму                         |                                       |
| 2020–2021 роки | ХІТ                       | Даріо Карвахаль Агірре       | Головний акторський склад; 11 серій   |
| 2022 рік       | Ви не особливий           | Асьєр                        | Головний акторський склад; 6 серій    |
| 2022 рік       | Bosé                      | Начо Дуато                   | Гостьовий акторський склад; 1 епізод  |
| 2022 рік       | Як відправити все до біса | Френ                         | Головний акторський склад; 6 серій    |
| 2023 рік       | Червоні прапори           | Хорхе                        | Повторний гіпс; 8 серій               |
| 2023 рік       | Жодна віднині             | Альберто                     | мінісеріал                            |

### Фільми
| Рік  | Назва              | Роль          | Примітки |
| ---- | ------------------ | ------------- | -------- |
| 2018 | Статут             | Мануель       |          |
| 2022 | Завтра це сьогодні | Молодий Чарлі |          |
| 2023 | Моя вина           | Нік Лейстер   |          |
| 2024 | Твоя вина          | Нік Лейстер   |          |
| 2025 | Наша вина          | Нік Лейстер   |          |

### Театр
| рік      | Назва           | Місце проведення                                  | Примітки |
| -------- | --------------- | ------------------------------------------------- | -------- |
| 2010 рік | Тоска           | Театро Реал (Королівський театр), Мадрид, Іспанія | Опера    |
| 2012 рік | Робін Гуд       | Франція                                           | Театр    |
| 2017 рік | Еліксир кохання | Мачерата, Італія                                  | Опера    |
| 2018 рік | Крол Роджер     |                                                   | Опера    |

## Примітка
1. ↑  https://mag.elcomercio.pe/fama/quien-es-gabriel-guevara-el-actor-que-hace-de-nick-en-culpa-mia-biografia-carrera-y-fotos-del-actor-de-la-pelicula-de-amazon-prime-video-nnda-nnlt-noticia/
2. ↑  https://www.aisge.es/emergentes-gabriel-guevara
3. ↑  López, Juan Ramón (9 вересня 2020). Gabriel Guevara, actor e hijo de Marlene Mourreau: "De ella he heredado la ambición". vanitatis.elconfidencial.com (ісп.). Процитовано 21 червня 2023.
4. 1 2 3 4 5 6  GABRIEL GUEVARA, Brosson Talent S.L. Brosson Talent Management (ісп.). Процитовано 28 липня 2023.
5. ↑  Todo lo que debes recordar antes de disfrutar de la tercera temporada de 'Skam España'. FormulaTV (ісп.). Процитовано 21 червня 2023.
6. ↑  Keslassy, Elsa (3 листопада 2020). Sweden Submits Sundance Title ‘Charter’ as International Feature Film Entry for Oscars. Variety. Процитовано 21 червня 2023.
7. ↑  Gabriel Guevara, el hijo de Marlene Mourreau, en 'HIT'. HOLA (ісп.). 2 вересня 2020. Процитовано 21 червня 2023.
8. ↑  Yotele, Redacción (26 вересня 2022). Gabriel Guevara, la joven promesa que ya hace series para Netflix, Prime Video, HBO Max y TVE: "Se vienen cositas". elperiodico (ісп.). Процитовано 21 червня 2023.
9. ↑  Rafika, Jihan (13 червня 2023). 6 Fakta menarik Gabriel Guevara, aktor tampan pemeran Nick Leister dalam film Culpa Mia - Hops ID - Halaman 2. HOPS ID (індонез.). Процитовано 21 червня 2023.
10. ↑  Maestre, Ana. 2.09.22 La nueva serie de Netflix, «Tu no eres especial», cuenta con Gabriel Guevara como parte del reparto principal – Okiko Creatives. okikocreatives (es-ES) . Процитовано 21 червня 2023.
11. ↑  Antolín, Carlos (7 грудня 2022). Entrevista a Asier Rikarte, Carla Díaz y Gabriel Guevara por 'Mañana es hoy'. Tu Cine Crítico (ісп.). Архів оригіналу за 11 червня 2023. Процитовано 21 червня 2023.
12. ↑  Amazon estrena 'Culpa mía': la adaptación del 'best-seller' de Mercedes Ron. La Vanguardia (ісп.). 8 червня 2023. Процитовано 21 червня 2023.
13. ↑  Arcones, Juan (8 червня 2023). La razón por la que la nueva película de Prime Vídeo 'Culpa mía' arrasará en la plataforma. El Televisero (ісп.). Процитовано 21 червня 2023.
14. ↑  Ravindran, Manori (21 червня 2023). Prime Video Unveils Top Traveling Non-English Originals, Global Execs Talk ‘Citadel,’ Writers Strike Impact and Rights Flexibility (Exclusive). Variety (англ.). Процитовано 20 червня 2023.
15. ↑  Ni Una Mas, Netflix’s New Teen Drama. EL MUNDO (ісп.). 23 вересня 2022. Архів оригіналу за 23 вересня 2022. Процитовано 10 липня 2023.
16. ↑  Se rueda RED FLAGS, serie adolescente del creador de LA EDAD DE LA IRA. cineconn.es (ісп.). 11 жовтня 2022. Процитовано 21 червня 2023.
17. ↑  #CulpaTuya y #CulpaNuestra son ya una realidad 🖤 La historia continúa próximamente en Prime Video ∞ #miércolesculpable. Instagram (ісп.). Prime Video España. 26 липня 2023.
18. ↑  Morillo, V (26 липня 2023). Prime Video da luz verde a las secuelas 'Culpa tuya' y 'Culpa nuestra', tras el gran éxito internacional de 'Culpa mía'. El Español.
19. ↑  Gabriel Guevara sobre Bosé: “Me ha tocado reflejar la parte más bonita de la vida de Miguel Bosé”. Vanity Fair (es-ES) . 28 жовтня 2022. Процитовано 21 червня 2023.